# 킨더호어

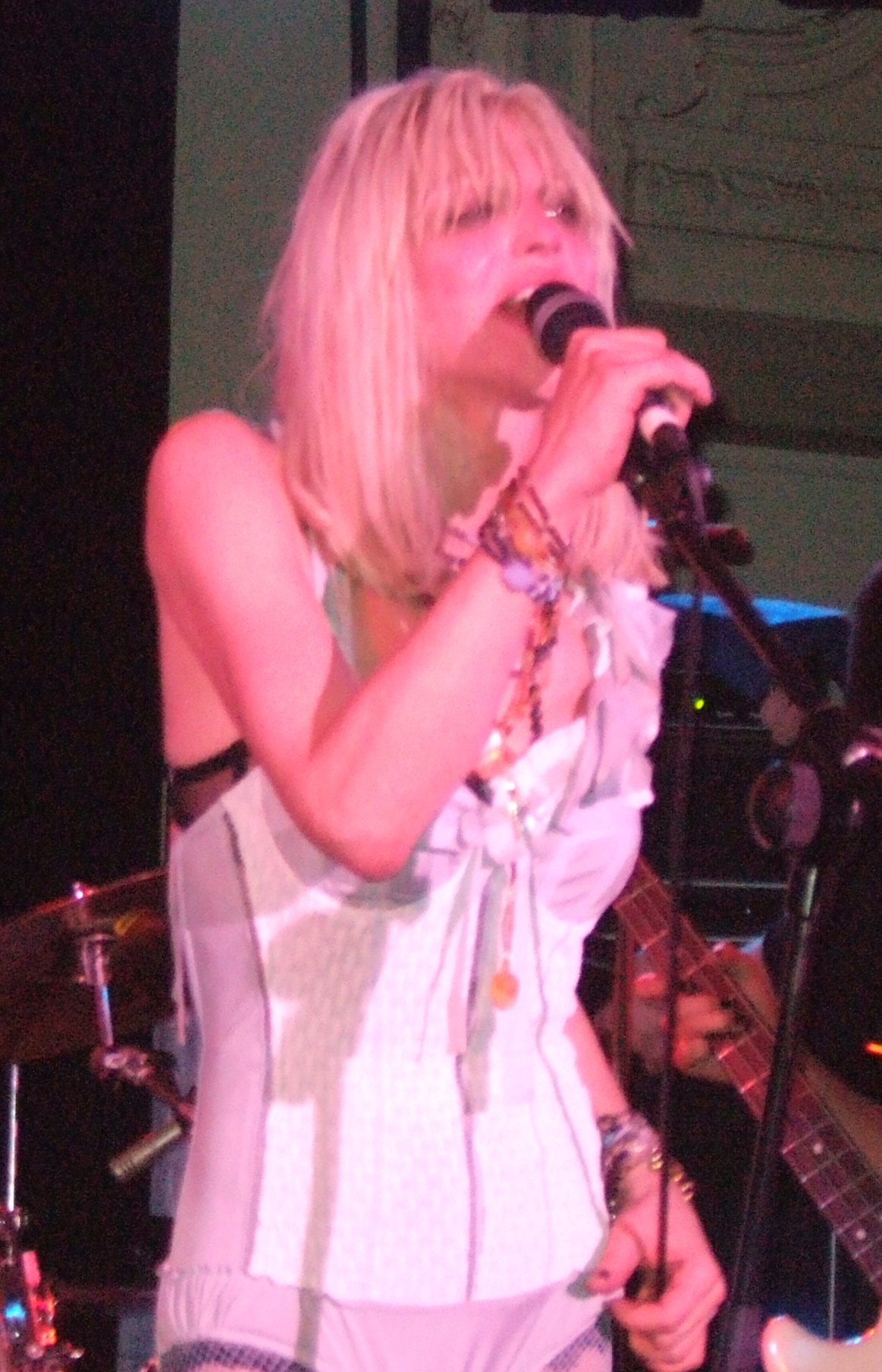
코트니 러브

킨더호어(Kinderwhore)는 1990년대 초반에서 중반까지 미국의 여성 그런지 밴드의 일부가 채용했던 의복 양식이다.
킨더호어 룩은 찢어지거나 깊게 파인 베이비돌 드레스나 잠옷, 짙은 화장, 다양한 색상의 가죽 부츠나 메리 제인 구두로 이루어진다.

## 역사
킨더호어의 유래는 불명확하다. 1980년대 중반 베이브스 인 토이랜드의 캣 비옐런드가 킨더호어를 처음으로 정의내린 것으로 여겨지며, 홀의 코트니 러브가 본격적으로 대중화시켰다. 러브는 디바이닐스의 리드 보컬 크리스티나 앰플렛에게서 킨더호어 스타일을 차용하였음을 밝혔다. 킨더호어는 1994년에 많은 인기를 끌게 되었다.